# Erwin Neutzsky-Wulff
Erwin Christian Neutzsky-Wulff (født 24. november 1949) er en dansk forfatter og filosof. Hans meget omfangsrige forfatterskab handler især om esoteriske emner; kabbalah og okkultisme, men også mere moderne emner som videnskab og samfund. Flere af hans skønlitterære værker er i science fiction-genren. Han er søn af Aage Neutzsky-Wulff og bror til Vita Andersen.

## Biografi
Erwin Neutzsky-Wulff gik i katolsk skole i København. Som 12-13-årig begyndte han at gå til spiritistiske seancer. Han fortæller selv, at han som 16-årig blev kontaktet af en gruppe, han senere har kaldt satanisterne, og dele af hans okkulte verdensbillede blev grundlagt. Han brød senere med denne gruppe.
Efter studentereksamen læste han filosofi på Københavns Universitet i tre år uden at færdiggøre grunduddannelsen.
Han har været gift fire gange. Med sin første hustru, Annette Neutzsky-Wulff, er han far til filminstruktøren Adam Neutzsky-Wulff.
Neutzsky-Wulff var redaktør på Weekend Sex i en kort periode i starten af 1970'erne. Han skrev noveller og billedtekster til bladet, samt under pseudonymet "George Mason" en pornografisk roman udgivet ukomplet som Pinefulde sexlege (Forlaget Exim, 1977).
Bedre kendt er hans bidrag til tegneseriemagasinet GRU og andre horrortegneserier fra Interpresse, som han i 1970'erne forsynede med bl.a. noveller og okkulte fagartikler.
Erwin Neutzsky-Wulff begyndte ret tidligt at læse op og har tæt kontakt til sine læsere. Det er en tradition, som Neutzsky-Wulff etablerede i 1970'erne.
I begyndelsen af 1990'erne fik han kontakt til gruppen, der startede udgivelsen af tidsskriftet Faklen i 1996. I 1999 kom det til brud med Faklens redaktion, og han giftede sig med Helena og flyttede fra København til Vinstrup i Jylland. Han giftede sig med Chresteria i 2007.
I starten af 2010'erne påbegyndte Neutzsky-Wulff sit eget forlag, og fik gennem internettet øget berøringsflade med sine læsere. Han har skrevet over 500 blogindlæg på blogsiden "DenFri".

## Romanforfatteren
Erwin Neutzsky-Wulff debuterede i 1971 som romanforfatter med Dialog om det 21. århundredes to vigtigste verdenssystemer. Bogen var oprindeligt tænkt som første bind i en trilogi, hvor andet bind er Tidsmaskinen, en autentisk brevveksling mellem Neutzsky-Wulff og den tidligere psykiatriske patient Fleming Fürst, hvor sidstnævnte beretter detaljeret om de tanker om virkelighedens natur, der førte ham ud over kanten. Andre værker fra denne periode har karakter af essays og digtsamlinger.
Neutzsky-Wulff skriver hovedsageligt i science fiction-genren. Enkelte af romanerne er gysere som Indsigtens Sted fra 1980. Romanerne søger at formidle Neutzsky-Wulffs okkulte verdensbillede, som blandt andet er karakteriseret ved, at overnaturlig indsigt kan opnås via bl.a. sadomasochismen. I romanen Døden (1996), der udkom samme dag som det første nummer af tidsskriftet Faklen, hvori der også er en anmeldelse af Døden, kritiserer Neutzsky-Wulff højredrejningen i samtiden ved at fremskrive den og vise, at hvis den ikke bliver stoppet, ender den i regulær fascisme.
Serien om Adam Hart, der handler om det okkulte detektivbureau Victor Janis og Adam Hart, handler snarere om satanisme. Oiufael, som slutter serien, besvarer det ældgamle "ondskabens problem": Hvis Gud er god, hvorfor eksisterer ondskaben så?
Af romaner kan nævnes Adam Harts opdagelser (1972), Gud (1975), Den 33. marts (1977), Menneske (1982), Faust (1989), Verden (1994), Rum (2001) og Hjernen. Mange af romanerne er regulære "murstensbøger", der skruer længden op på over 700 sider. Hjernen er også, med sine næsten 1000 sider, muligvis det længste stykke skønlitteratur der er skrevet i Danmark i nyere tid.
Neutzsky-Wulff har herudover skrevet en lang række noveller til tidsskrifter.

### Tetralogierne
En del af romanerne er udgivet som en del af en tetralogi, ofte er de udgivet i samme årti. Der er en tetralogi af tetralogier, som udgøres af følgende:
70'erne:
- ANNO DOMINI
- GUD
- DEN TREOGTREDIVTE MARTS
- HAVET

80'erne:
- INDSIGTENS STED
- MENNESKE
- DEN UFULDENDTE
- FAUST

90'erne:
- 2000
- VERDEN
- DØDEN
- UFO

00'erne:
- RUM
- ABATTOIR
- HJERNEN
- 9999[4]

Den Ufuldendte er en roman der aldrig udkom grundet arbejdet med bøgerne til computerprogrammering, men som ifl. Neutzsky-Wulff tæller med.

### Trilogien
I slutningen af 10'erne påbegyndte Neutzsky-Wulff en trilogi:
- MØDE
- LIV
- ADFÆRD

Den efterfulgtes i 2020 af romanen Af Christian Birchs Efterladte papirer.

## Det faglitterære forfatterskab
Neutzsky-Wulff har skrevet en række faglitterære værker. I 1980'erne om programmering og om programmeringssproget Basic. Endvidere udgav Neutzsky-Wulff i 1980'erne dobbeltværket Okkultisme (1985) og Magi (1986). I 1988 udkom Verdenshistorie. Det var meningen, at Verdenshistorie skulle være en del af en længere serie, men det blev blot til et bind. I 2004 udkom Det overnaturlige, der er Neutzsky-Wulffs faglitterære hovedværk.
En gennemgående pointe i hans forfatterskab er, at der ikke eksisterer en virkelighed uafhængig af iagttageren. Dette synspunkt begrundes bl.a. med københavnerfortolkningen af kvantemekanikken. Hos Neutzsky-Wulff er pointen, at andre kulturers religiøse verdensbillede ikke kan betragtes som ikke gyldigt.
Det faglitterære forfatterskab kan endvidere opdeles i tre perioder: 80'ernes Indsigtens Sted, Okkultisme og Magi, 00'ernes Det Overnaturlige og Menneskets Afvikling, og 10'ernes Bibelen, Religion og Teorien om Alting.

### 80'ernes Okkultisme og Magi
Hvor Neutzsky-Wulff i begyndelsen af sit forfatterskab i 70'erne lancerer et menneskesyn og en etik, kommer han i 80'erne med en indføring i den Overnaturlige Fænomonologi samt en naturvidenskabelig og neurologisk underbyggelse deraf. Indsigtens sted er en skønlitterær beskrivelse af en persons indvielse i sådanne fænomener, mens der i bogens sidste sider, er en kort naturvidenskabelig forklaring på sådanne oplevelser. I hans kendte værker Okkultisme og Magi uddybes denne forklaring, med talrige referencer til religionshistorien. Centralt i Okkultisme og Magi er entitetsmodellen, der primært henter sine navne fra Alkymiens latinske betegnelser.

### 00'ernes Det Overnaturlige og Menneskets Afvikling
I 2004 udgiver Neutzsky-Wulff Det Overnaturlige som en art opdateret udgave af Okkultisme og Magi, hvor entitetsmodellen er udskiftet med en model der primært tager udgangspunkt i Kabbalah og hebraiske ord for diverse overnaturlige væsner og fænomener. Som et komplement til Det Overnaturlige udgav han Menneskets Afvikling, der også kommer omkring hans religionsteori, hvor synsvinklen er historisk, og formålet at vise, hvordan overnaturlige fænomener op igennem verdenshistorien er blevet færre grundet den kommunikative udvikling, der har den bivirkning, at fraværet af overnaturlige erfaringer perverterer kulturen, hvis ophav oprindeligt har et overnaturligt udspring.

### 10'ernes Bibelen, Religion og Teorien om Alting
I 2011 udgives "Bibelen" og senere Religion og Teorien om Alting, som er mere uddybende udgaver af Det Overnaturlige og Menneskets Afvikling, men med mere fokus på de overnaturlige fænomener, modsat deres fremtrædelsesformer i litteratur- og religionshistorien.

## Transcendens og Descendens
Det centrale omdrejningspunkt i Neutzsky-Wulffs forfatterskab og essensen af hans religionsteori, er hans neurologiske forklaring på og detaljering af overnaturlige fænomener. Disse fænomeners fremtrædelsesform og mekanismer beskrives primært ud fra to begreber:
Transcendens er tidlige stammefolks oplevelse af at rejse til åndeverdenen, og moderne menneskers trip på hallucinogener, hvor de oplever at komme til en anden dimension eller verden. Ifl. Neutzsky-Wulff skyldes det, at hjernen fremdrager en kognitiv model der er så inkonsistent med hverdagsvirkeligheden, at det opleves som en rejse til et andet sted - ofte akkompagneret af oplevelsen af at rejse gennem en tunnel med høj fart. Ifl. Neutzsky-Wulff kan sindstilstanden også opnås gennem specifikke sadomasochistiske teknikker og ved intellektuel kontemplation af, at der ikke er noget jeg der iagttager bevidsthedsfænomenerne, men at disse er en selvbevidst manifestation.
Descendens er hvor hjernen trækker et fænomen ind i bevidsthedsfeltet. Dette er således grundmekanismen i al erfaring, så snart vi oplever eller ser noget, er det en descendens ind i bevidsthedsfeltet. Descendens er ofte tilknyttet erfaringen af overnaturlige væsner. Det overnaturlige væsen er en bevidstgørelse af den impuls, der foranstalter descendensen, og da den er et motiv til at frembringe det pågældende fænomen, tolkes den af hjernen som halvpersonlig. Det er Neutzsky-Wulffs neurologiske forklaring på animismen, hvor genstande, fænomener og begreber opfattes som beåndede.

## Film
Ved siden af det ordinære forfatterskab har Neutzsky-Wulff været anmelder, især af gyser- og science fiction-film. Han har anmeldt film for Levende Billeder og en række filmfanzines bl.a. Tracking, Inferno, Ultimo Mondo Franko, Filmsamleren og Obskuriøst. I 2003 begyndte Neutzsky-Wulff at udgive sit eget fanzine og filmblad, Bathos. I 2013 samlede han en stor mængde af sine engelsksprogede filmanmeldelser fra diverse fanzines i bogen Horror and Science Fiction in the Cinema Before 1980.
I 1990 fik novellefilmen Adam Hart i Sahara premiere, efter at have været i produktion siden 1983. Manuskriptet blev skrevet af Neutzsky-Wulff, baseret på en episode i hans roman Adam Hart og sjælemaskinen. I titelrollen filmdebuterede Jesper Hyldegaard, mens Søren Hyldgaard her fik sin debut som filmkomponist.
I 1998 instruerede Neutzsky-Wulff kortfilmen Roser, som improvisation uden manuskript, med bl.a. blodmagi som tema, med medlemmer af tidsskriftet Faklen. Siden fulgte kortfilmen Legekammeraten (2001), instrueret af Martin Barnewitz og baseret på en novelle i Skrækkens ABC.